# Sanidad vegetal
La sanidad vegetal se preocupa por
- La salud del ecosistema con un enfoque especial en las plantas.
- El control de las plagas y la patología de las plantas, por ejemplo, mediante el pronóstico de enfermedades de las plantas y la adopción de las contramedidas necesarias.
- Salud del árbol